# Allen Francis Doyle
Pour les articles homonymes, voir Doyle.
Allen Francis Doyle est un personnage de fiction créé par Joss Whedon pour la série télévisée Angel. Il était interprété par Glenn Quinn et doublé en version française par Ludovic Baugin.

## Biographie fictive
Doyle est le fils d'une humaine et d'un démon Brachen, qu'il n'a jamais connu. Ses pouvoirs démoniaques se révélèrent quand il eut 21 ans. Il partage son temps entre la soupe populaire et son emploi de professeur, mais a du mal à accepter son identité, et il trouve une échappatoire dans l'alcool. Il est marié à Harriet, qui l'accepte tel qu'il est. 
Un jour, un autre démon Brachen vient lui demander de l'aide contre un groupe de démons, les Scourge, qui chasse tous les demi-démons mais Doyle refuse, considérant que ces histoires ne le concernent pas. Juste après, il est frappé par une vision : un groupe de démons Brachen massacrés. Doyle parcourt alors la ville pour découvrir que sa vision s'est réalisée. Ce sont ces visions qui le conduisent à rencontrer Angel et Cordelia Chase et à fonder avec eux Angel Investigations.

## Apparitions

### Saison 1
C'est grâce à ses visions qu'il rencontre Angel. Ensemble ils décident de créer Angel Investigations, pour combattre les forces du mal qui rôdent à Los Angeles, et sont vite rejoints par Cordelia Chase. Doyle tombe rapidement amoureux d'elle mais craignant qu'elle le regarde différemment, ne lui avoue pas qu'il est un demi-démon. Finalement, Cordelia réagit très bien lorsqu'elle apprend la nouvelle, l'accepte, mais prend mal le fait que Doyle ne se soit pas ouvert à elle plus tôt. Doyle développe également des liens fraternels avec Angel, mais il ne parle pas de son passé, qui resurgit lorsque sa femme Harriet vient le voir, lui annonçant qu'elle va se marier (épisode 1.07 Enterrement de vie de démon) avec un démon de race Ano-Movic nommé Richard Straley. Mais ce mariage n'est pas célébré étant donné que Richard échoue à manger le cerveau de Doyle selon la tradition Ano-Movic.
Les Scourge refont surface pour massacrer un nouveau groupe d'hybrides semi-démoniaques : les démons Listers. Au cours du combat contre les Scourges, Doyle sacrifie sa vie pour sauver ses associés, le clan des Listers et la ville de Los Angeles. Doyle accompli une prophétie disant qu'un demi-démon mettrait fin à leur souffrance. Avant de mourir, il partage un baiser d'adieu avec Cordelia, et il lui transmet son pouvoir de vision (épisode 1.09 Sacrifice héroïque).
Après sa mort, le personnage de Doyle réapparait brièvement dans l'épisode 3.11 (Anniversaire) et l'épisode 5.12 (Le Retour de Cordelia), grâce à la rediffusion de séquences tirées d'un enregistrement vidéo réalisé au cours de l'épisode Sacrifice héroïque. Dans la saison 5, Lindsey McDonald endosse l'identité de Doyle afin de convaincre Spike et le reste de l'équipe qu'il est le véritable champion de la prophétie Shanshu.

## Pouvoirs
Doyle est un demi-démon, il peut donc se transformer quand il le souhaite en démon Brachen, yeux rouges et peau verdâtre hérissée de piquants bleus. Son côté démoniaque le dote d'une force et d'un sens de l'odorat supérieurs à la normale. Doyle peut également localiser n'importe quel objet grâce aux ondes mystiques qu'il dégage. C'est comme cela qu'il trouve la Pierre d'Amarra. Les puissances supérieures lui envoient des visions. Les pouvoirs démoniaques qu'il possède ne se manifestent que s'il se transforme en démon Brachen.

## Création et concept du personnage
Lors de l'audition, Glenn Quinn a d'abord pris un accent américain puis Joss Whedon lui a demandé de faire une lecture avec l'accent irlandais. D'après l'acteur, c'est cet accent qui a été le déclic lui permettant d'avoir le rôle. Whedon avait planifié très tôt de tuer le personnage avant la mi-saison, expliquant que « c'était un personnage très populaire mais le faire cadrer avec le reste était très difficile. Glenn avait le genre d'intensité qui est aussi celle de David Boreanaz. Cela aurait pu tourner autrement mais c'était le plan et nous avons décidé de le mettre à exécution. Glenn savait que c'était un problème et il a appris la nouvelle assez rapidement. Je lui ai promis qu'il aurait une fin héroïque ».